# 駐日ラトビア大使館
駐日ラトビア大使館（ラトビア語: Latvijas vēstniecība Japānā、英語: Embassy of Latvia in Japan）は、ラトビアが日本の首都東京に設置している大使館である。駐日ラトビア共和国大使館（ラトビア語: Latvijas Republikas vēstniecība Japānā、英語: Embassy of the Republic of Latvia in Japan）とも。

## 沿革
1991年9月6日、日本がラトビアを主権国家として承認し、同年10月10日、外交関係を樹立。2006年4月、駐日ラトビア大使館を開設。

## 所在地
- 住所: 〒150-0047 東京都渋谷区神山町37-11[2]
- アクセス: 東京メトロ千代田線 代々木公園駅2番出口

## 大使
2022年11月10日より、ズィグマールス・ズィルガルヴィスが特命全権大使を務めている。

## ギャラリー

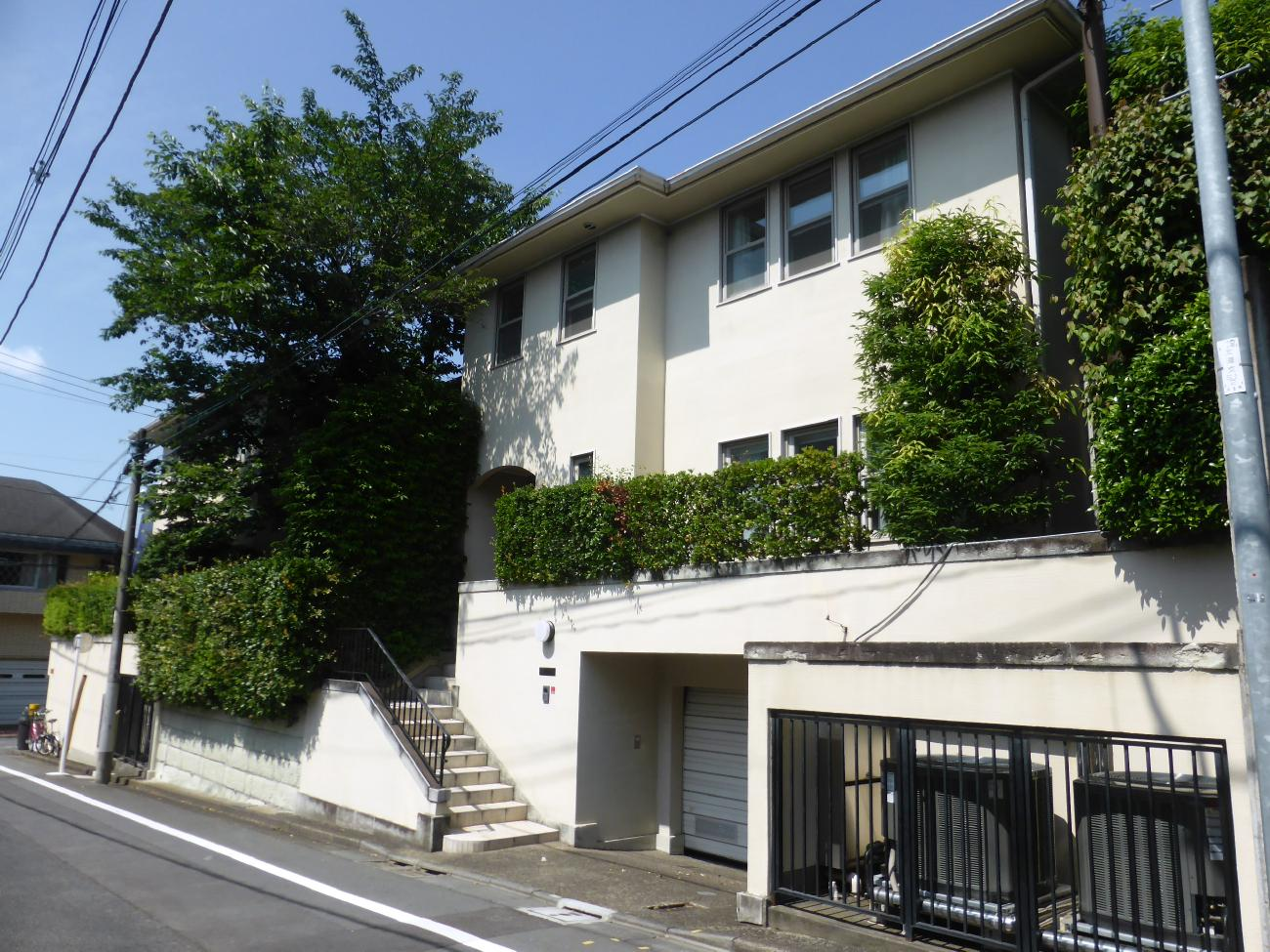
ラトビア大使館側面
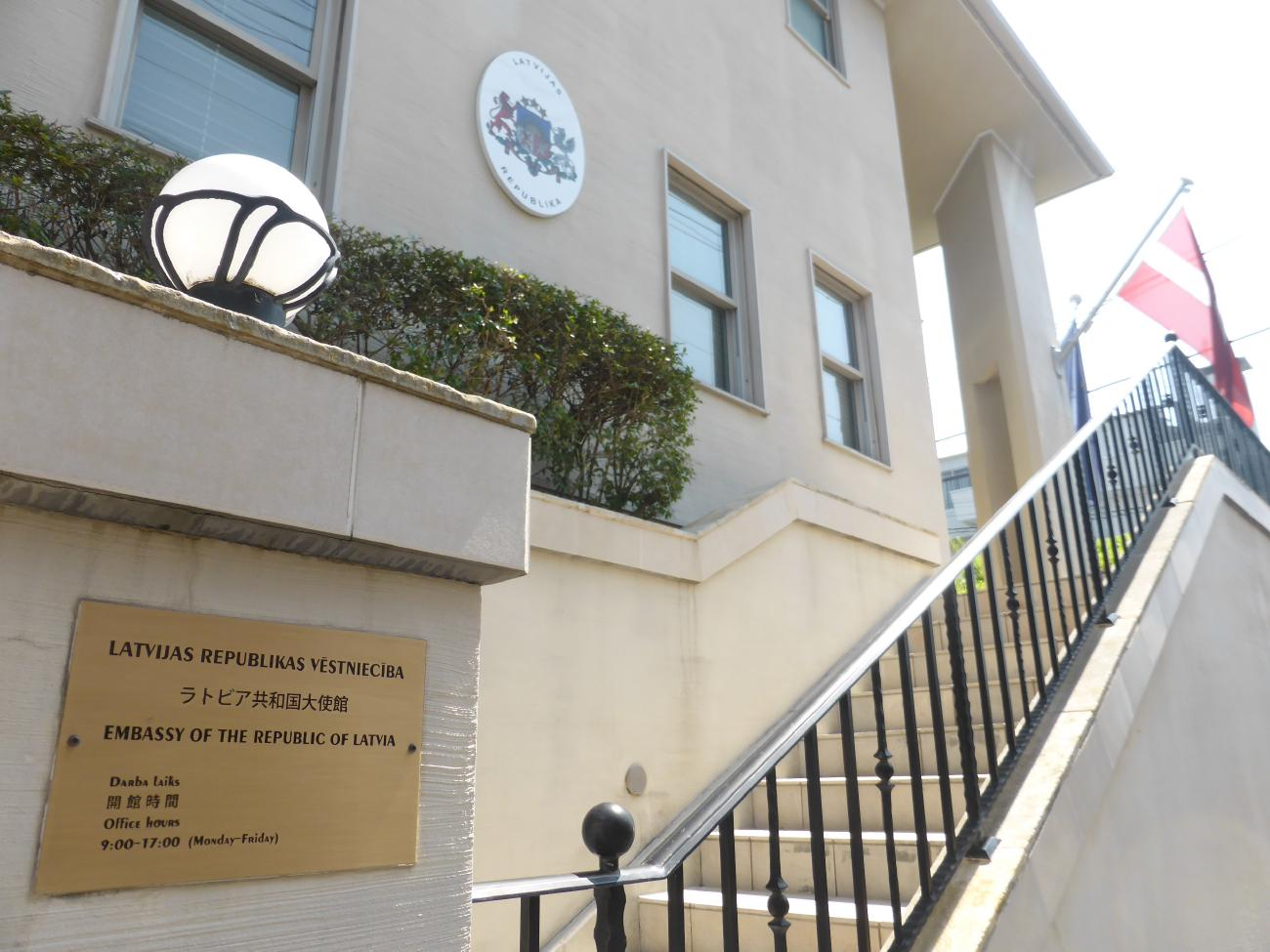
ラトビア大使館表札